# سفارة فنلندا في الولايات المتحدة
سفارة فنلندا في الولايات المتحدة هي أرفع تمثيل دبلوماسي لدولة فنلندا لدى الولايات المتحدة. تقع السفارة في واشنطن العاصمة وهي تهدف لتعزيز المصالح الفنلندية في الولايات المتحدة.

## وصلات خارجية
- الموقع الرسمي
- قائمة سفارات فنلندا
- قائمة السفارات في الولايات المتحدة